# Оя, Альфред Альфредович
Альфред Альфредович Оя (1924—2000) — советский и российский художник-график и педагог, профессор. Член Союза художников СССР (1954; Союза художников России с 1992). Заслуженный художник РСФСР (1961). Заслуженный деятель искусств Российской Федерации (1996).

## Биография
Родился 5 сентября 1924 года в селе Опарино Архангельской области.
С 1939 по 1942 годы обучался в Пензенском художественном училище. С 24 августа 1942 года, в возрасте семнадцати лет, А. А. Оя призван в ряды Рабоче-Крестьянской Красной армии и направлен в действующую армию на фронт. Участник Великой Отечественной войны в составе 917-го стрелкового полка 249-й Эстонской стрелковой дивизии — рядовой-стрелок, воевал на Калининском, 2-м Прибалтийском и Ленинградском фронтах. В 1943 году в бою у города Великие Луки был ранен. За участие в войне и проявленные при этом мужество и героизм Указом Президиума Верховного Совета СССР, А. А. Оя был награждён орденом Славы 3-й степени и медалью «За отвагу».
С 1946 по 1948 годы продолжил обучение и окончил Пензенское художественное училище. С 1949 по 1954 годы обучался во Всесоюзном государственном институте кинематографии. С 1954 года начал работать художником по эскизам и графики киностудии «Союзмультфильм», одновременно с основной работой начал заниматься и педагогической деятельностью. С 1955 по 1976 годы преподавал в Пензенском художественном училище, с 1976 года — профессор и заведующий кафедрой рисунка, живописи и скульптуры архитектурного факультета Пензенского инженерно-строительного института.
Основные работы в области графики: кинофильм «Сампо» (1956), фильм «Калевипоэг» (1957), диафильм «Сын Калева» (1961), кинофильм «Свет далёкой звезды» (1964). Графические серии — «Живые и мёртвые», «Нет!», «Солдаты не умирают», «Калевипоэг», «Слово о полку Игореве». Был автором герба города Пенза (1964). В 1967 году А. А. Оя был создателем и проектировщиком архитектурно-мемориального комплекса «Росток», посвящённого 50-летию Советской власти и двадцати пяти метрового обелиска с именами героев отечества на берегу реки Суры. А. А. Оя был участником сооружения Памятника павшим воинам во время Великой Отечественной войны в сёлах Наровчатского района Пензенской области, монументальное произведение: панно для Пензенского областного драматического театра. Занимался художественной иллюстрацией к таким книгам как: 1956 год — «Ошибка одинокого бизона» Д. Шульц, 1958 год — «Выстрел на окраине».
С 1954 года А. А. Оя был постоянным участником всесоюзных, республиканских и международных художественных выставок в области графики, в том числе в таких зарубежных странах как: 1959 год — Брюссель, где он занял бронзовую медаль конкурса и Вена, затем последовали — Голландия, Дания, Швеция, США и Мексика.
С 1954 года А. А. Оя был избран членом Союза художников СССР.
11 ноября 1961 года Указом Президиума Верховного Совета РСФСР «За заслуги в области советской культуры и многолетнюю плодотворную работу» А. А. Оя было присвоено почётное звание — Заслуженный художник РСФСР.
22 октября 1996 года Указом Президента России «За заслуги в области искусства» А. А. Оя было присвоено почётное звание — Заслуженный деятель искусств Российской Федерации.
Скончался 5 июля 2000 года в Пензе.

## Награды
- Орден Отечественной войны I степени (21.02.1987[7])
- Орден «Знак Почёта»[4]
- Орден Славы 3-й степени (23.10.1944[3])
- Медаль «За отвагу» (13.01.1944[3])
- Медаль «За победу над Германией в Великой Отечественной войне 1941—1945 гг.»
- Медаль «В ознаменование 100-летия со дня рождения Владимира Ильича Ленина»

### Звания
- Заслуженный художник РСФСР (11.11.1961 г[5])
- Заслуженный деятель искусств Российской Федерации (22.10.1996[6])

### Другие награды
- Диплом I степени и серебряная медаль Министерства культуры РСФСР (1957[4])

## Память
- На учебном корпусе Пензенской Строительной Академии в честь А. А. Оя была установлена мемориальная доска[4].